# Parafia Opatrzności Bożej w Trzebosi
Parafia Opatrzności Bożej w Trzebosi – parafia rzymskokatolicka znajdująca się w diecezji rzeszowskiej w dekanacie Sokołów Małopolski.

## Działalność i obiekty

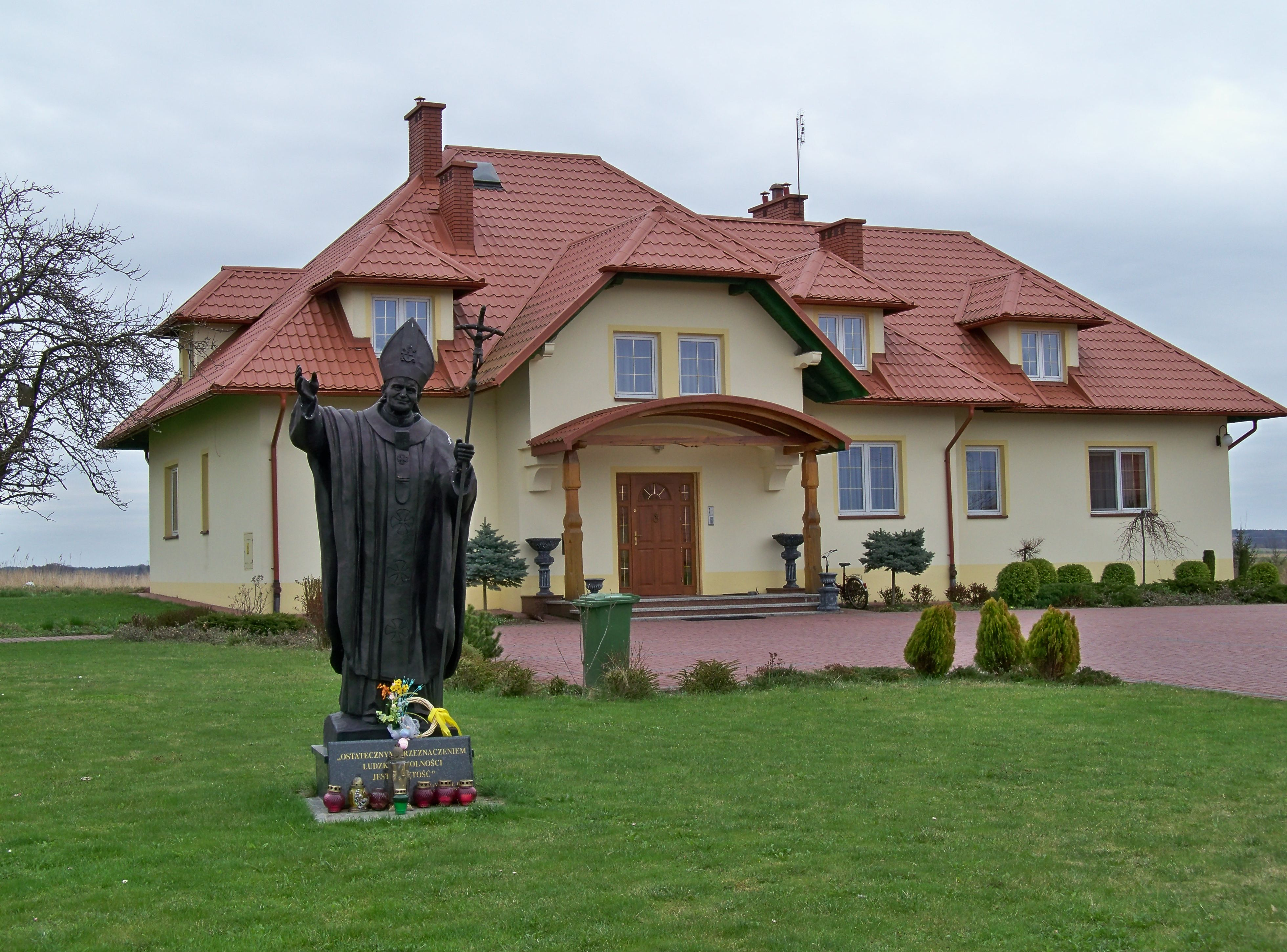
Plebania z pomnikiem Jana Pawła II

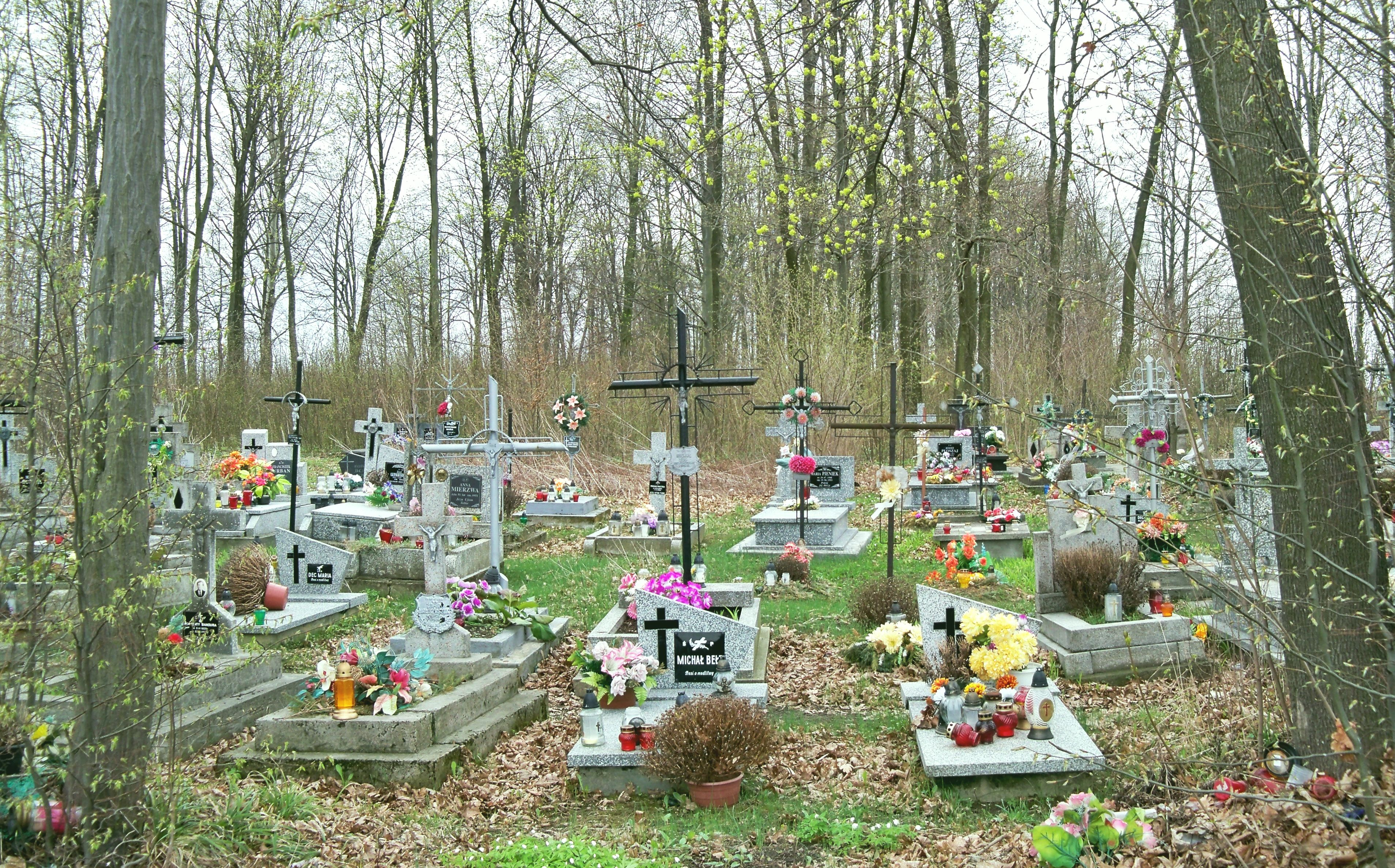
Stary cmentarz przejściowo funkcjonujący w Trzebosi, kilkaset metrów na wschód od właściwego cmentarza przy kościele

### Kościół parafialny
Na placu cmentarnym przy pierwszym kościele w latach 80. XIX wieku wybudowano nowy kościół parafialny pw. Opatrzności Bożej. Ze względu na zniszczenia wojenne i wady konstrukcyjne fundamentów był on stosunkowo często remontowany, co wpłynęło na zmiany w wyposażeniu i wyglądzie. Część wystroju pochodzi jeszcze z poprzedniego kościoła, z okresu baroku – krucyfiks i kopia obrazu Rubensa Podniesienie krzyża. W 2003 roku kościół został wpisany do rejestru zabytków.

### Zasięg
Parafia obejmuje Trzeboś (także Trzeboś-Podlas) i Kąty Rakszawskie (początkowo również Wydrze). W Kątach Rakszawskich znajduje się kaplica pw. Matki Bożej Częstochowskiej. W kaplicy tej obchodzony jest odpust 26 sierpnia (Święto Matki Boskiej Częstochowskiej). Do kościoła trzeboskiego uczęszczają również niektórzy mieszkańcy Kątów Trzebuskich, mimo przynależności do parafii w Sokołowie Młp.
Na terenie parafii znajdują się dwa cmentarze – stary (między Trzebosią a Mościnami) i współczesny (przy kościele).

## Historia
Erygowana w roku 1795. Fundatorami byli Benedykt i Maria Grabińscy, właściciele dominium sokołowskiego, na których zlecenie przeniesiono do Trzebosi drewniany kościół św. Ducha z Sokołowa Małopolskiego. Przeniesiony kościół nosił wezwanie św. Michała i Aniołów Stróżów. Na przełomie XIX i XX w jego miejscu wybudowano murowany kościół (1884–1887 budowa, 1887 poświęcenie, 1902 konsekracja), a z rozebranego kościoła zbudowano organistówkę. Od przełomu lat 70. i 80. XX wieku dla parafian z Kątów Rakszawskich i Trzebosi-Podlas odprawiane są msze w domu prywatnym, który z czasem został rozbudowany w kaplicę Matki Bożej Częstochowskiej (konsekracja w 1994 roku).
Do 1922 parafia obejmowała Budy, wówczas przysiółek Brzózy Stadnickiej, które w tym roku weszły w zasięg niedawno utworzonej parafii w Wólce Niedźwiedzkiej.
W dawnym systemie podziału administracyjnego Kościoła katolickiego parafia należała do diecezji przemyskiej, po reformie w roku 1992 weszła w skład nowo utworzonej diecezji rzeszowskiej. Przed utworzeniem dekanatu sokołowskiego (w 1921 roku) należała do dekanatu leżajskiego. 

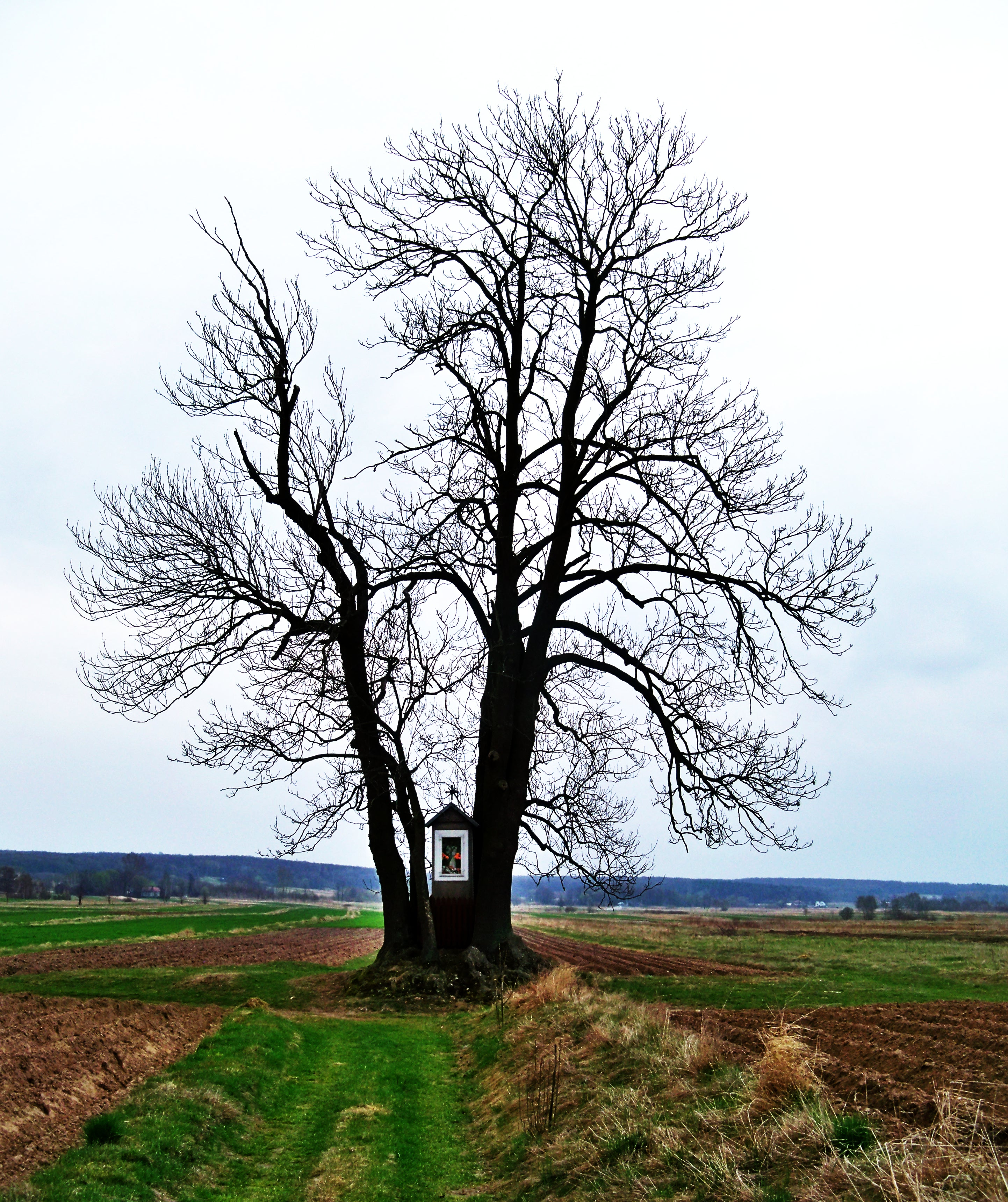
Jedna z przydrożnych kapliczek parafii

### Lista proboszczów[3][4]
1. Józef Tabiński 	(1795–1806)
2. Rajmund Kwiatkiewicz 	(1806–1816)
3. Kajetan Deszczyński 	(1817–1856)
4. Franciszek Zawadzki 	(1856–1869)
5. Marcin Biały 	(1870–1882)
6. Franciszek Lorenc 	(1883–1888)
7. Jan Urbańczyk 	(1888–1889)
8. Józef Tokarski 	(1890–1903)
9. Józef Szpila 	(1904–1910)
10. Teofil Lewicki 	(1911–1945)
11. Bolesław Pniak 	(1945–1973)
12. Jan Kubas 	(1973–2001)
13. Józef Fila 	(2001–2023)
14. Piotr Trela 	(2023–2025)
15. Daniel Nowak (od 2025, jako administrator)